# ビューカード
株式会社ビューカード（英語: Viewcard Co.,Ltd.）は、東京都品川区大崎に本社を置く、JR東日本グループのクレジットカード会社、銀行代理業者。東日本旅客鉄道株式会社（JR東日本）の完全子会社である。
ここでは、株式会社ビューカードが発行するクレジットカードブランドである、ビューカード（英語: VIEW CARD）と、株式会社ビューカードが銀行代理業者として展開しているJRE BANKについても概説する。

## 概要
1992年10月16日に、JR東日本にカード事業部が発足し、翌1993年2月2日に、クレジットカード「ビューカード（VIEW CARD）」の発行が開始された。
当初は、JR東日本本体が発行していた。しかし、経営環境が厳しくなった事から、収益力や競争力の強化を目的として、クレジットカード事業を子会社化。2009年10月1日に、JR東日本の完全子会社として、株式会社ビューカードを設立。2010年2月1日に、JR東日本が会社分割（吸収分割）を行い、株式会社ビューカードがJR東日本からクレジットカードに関する事業を承継した。クレジットカードの審査業務はクレディセゾン（旧・キュービタス）に業務委託している。2018年にポイントプログラムが「ビューサンクスポイント」からJR東日本グループ共通ポイントの「JREポイント」に共通化された。2021年7月1日に「VIEW プラス」のサービス改定が行われた。「VIEW プラス」ではモバイルSuicaでの定期券・グリーン券の購入や、えきねっとの利用でポイント優遇が受けられる。
なお、日本の鉄道事業者のうち、国際ブランドのクレジットカードを自社で発行したことがあるのはJR東日本の他にはJR西日本（J-WESTカード）と小田急電鉄（OPクレジット）のみである。JR東日本以外の2社は、2020年12月現在でも自社でカードを発行している。

## 沿革
- 1992年（平成4年）10月16日 - 東日本旅客鉄道社内にカード事業部が発足。
- 1993年（平成5年）2月2日 - ビューカードの発行を開始 [2]。
- 1994年（平成6年）4月1日 - ビュー・ジパングカード発行開始。
- 1996年（平成8年）7月24日 - ビューカード受付会員数100万人を達成[6]。
- 1997年（平成9年）2月1日 - ルミネカード発行開始。
- 1998年（平成10年）4月1日 - ビュー法人カード発行開始。
- 1999年（平成11年）10月1日 - 提携キャッシング開始（第一勧業銀行、富士銀行、東京三菱銀行、郵便貯金／当時）。
- 2000年（平成12年）
  - 4月1日 - Visaとの提携開始。
  - 8月1日 - インターネットでのビューカード申込受付開始。
- 2001年（平成13年）10月1日 - VIEW ALTTEの設置を開始。
- 2003年（平成15年）
  - 3月7日 - カード事業部としてISO9001：2000認証取得。
  - 3月17日 - ビューカード会員へのインターネットサービスVIEW's NET開始。
  - 7月1日 - 「ビュー・スイカ」カードサービス開始と同時にJCBとの提携開始。
  - 10月1日 - 「ビュー・スイカ」カードの「サンクスチャージ」サービス開始。
  - 10月26日 - TYO ビュー・スイカカード、エスパルビュー・スイカカードの発行開始。
- 2004年（平成16年）
  - 3月1日 - MasterCardとの提携開始。
  - 4月30日 - ビュー・スイカVISAカードの国際化。
  - 6月1日 - ルミネカード（ビュー・スイカ付）発行開始。
  - 7月27日 - ビューETCカードサービス開始。
- 2005年（平成17年）
  - 1月4日 - JALカードSuica発行開始。
  - 6月1日 - 大人の休日倶楽部カード発行開始。
- 2006年（平成18年）
  - 1月10日 - 定期券機能付「ビュー・スイカ」カード発行開始。
  - 3月1日 - ビジネスえきねっとカード発行開始。
  - 3月15日 - ビックカメラSuicaカード発行開始。
  - 10月1日 - オートチャージサービス開始。
  - 10月13日 - アトレクラブビューSuicaカード発行開始。
- 2007年（平成19年）
  - 1月12日 - カード事業部としてISO27001：2005認証取得。
  - 2月1日 - イオンSuicaカード募集開始。
  - 2月13日 - スーパーICカードSuica「三菱東京UFJ-VISA」募集開始。
- 2008年（平成20年）
  - 3月17日 - Yahoo!JAPANカードSuica募集開始。
  - 3月25日 - TOYOTA TS CUBIC VIEW CARD募集開始。
  - 10月20日 - みずほマイレージクラブカード《セゾン》Suica、SMBC CARD Suica募集開始。
  - 10月22日 - ANA VISA Suicaカード募集開始。
- 2009年（平成21年）
  - 3月30日 - オートチャージ設定者100万人を達成。
  - 4月20日 - 横浜バンクカードSuica募集開始。
  - 7月25日 - オートチャージ（リンク）サービス開始。
  - 9月1日 - 東日本旅客鉄道株式会社の全額出資子会社として株式会社ビューカードを設立。
- 2010年（平成22年）
  - 2月1日 - 東日本旅客鉄道株式会社のクレジットカード事業を株式会社ビューカードへ承継し、株式会社ビューカードとして本格営業開始。
  - 6月30日 - カード会員専用の列車指定席電話予約サービス「ビューカードとれTEL」サービス終了。
- 2015年（平成27年） - VENUSⅡ更新、ゴールドカード・家族カード発行開始。
- 2016年（平成28年）4月4日 - 3Dセキュアに対応。
- 2018年（平成30年）
  - 6月28日 - ビューサンクスポイントをJRE POINTに統合[7]。
  - 7月2日 - JRE CARD募集開始（これまで分かれていたアトレビューSuicaカード・ペリエビューカード・weビュー・スイカカード・エスパルカード・フェザンカードを統合）。
- 2019年（平成31年）3月1日 - 東日本旅客鉄道株式会社より株式会社ビューカードが「びゅう商品券事業」を継承し「びゅう商品券」の発行を開始[8]。
- 2021年（令和3年）7月11日 - みずほ銀行とのVIEW ALTTE共同利用を開始[9][10]。
- 2024年（令和6年）5月9日 - 株式会社ビューカードが銀行代理店となって楽天銀行のシステムを活用するデジタル金融サービス「JRE BANK」を開始[11][12]。

## 種類

### ビューカード
ビューカードが発行する基本的なカードである。国際ブランドは、株式会社ジェーシービーと提携したJCB、ユーシーカード株式会社と提携したMasterCard・VISAの各ブランドから選ぶことが可能。なお、どの国際ブランドも加盟店開放型であるため、ジェーシービーやユーシーカードが独自に提供するサービスは利用できない。ただし、JCBブランドカードについては「JCB PLAZA」や「ショッピング&ダイニングパスポート」等、国際ブランドとしてのJCBが提供する海外旅行向けサービスは利用可能。
現在は、Suicaを搭載した「ビュー・スイカ」カードを主力としている。

### ビューTypeII提携カード
ビューTypeII提携カードは、クレジットカード会社がビューカードと提携し、そのクレジットカード会社（銀行）が発行するカードで、（株）ビューカードが発行するカードではない。このためビューカードのサービスは一部しか利用できない。ビューTypeII提携カードのほとんどは、Suicaを搭載している。2019年6月29日現在のラインナップは次表の通りである。
| 名称                                                                  | 発行会社           | 提携会社     | Suica |
| --------------------------------------------------------------------- | ------------------ | ------------ | ----- |
| 横浜バンクカードSuica                                                 | 横浜銀行           | -            | あり  |
| スーパーICカードSuica ※2020年12月25日をもって新規入会の申し込みを終了 | 三菱UFJ銀行        | -            | あり  |
| みずほマイレージクラブカード《セゾン》Suica                           | クレディセゾン     | みずほ銀行   | あり  |
| ANA VISA Suicaカード                                                  | 三井住友カード     | 全日本空輸   | あり  |
| イオンSuicaカード                                                     | イオン銀行         | -            | あり  |
| TOYOTA TS CUBIC VIEW CARD                                             | トヨタファイナンス | トヨタ自動車 | なし  |

## 法人カード

### ビュー法人カード
1998年4月1日に発行を開始。国際ブランドは、ユーシーカードと提携したVISAブランドである。但し、Suicaは搭載されていない。

### ビジネスえきねっとカード
ビジネスえきねっとの開始に合わせて、2006年3月1日に発行を開始している。ハウスカードであり、えきねっとにしか利用はできない。ほかに各国際ブランドと提携しているのもある。請求は、東海旅客鉄道のJR東海エクスプレス・カードと同じく、旅行会社等経由で支払も可能である。

## 主な特長

### ビュー・VISAカード / VIEW Suicaカード共通のサービス・機能
ビューTypeII提携カードで制限されるものは×印
- JR東日本のみどりの窓口（以下、同社窓口）において、乗車券類（定期券・特急券など含む）などを購入する場合、一回あたり5万円までの取引はサインレスとなる。
  - 2020年4月1日から同社窓口においてICクレジットカードによる取引を開始するが、ICクレジットカードで決済する場合は決済金額に関わらず暗証番号の入力が必要になる[14]。
- ×同社窓口での乗車券類購入の際に分割払いやボーナス払いも可能（定期券は不可）。
- ×国内旅行傷害保険（公共乗物搭乗中・募集型企画旅行・宿泊予約のいずれかをクレジット利用で補償）、海外旅行傷害保険（カード会員であれば補償）が付帯。
- ×JR東日本管内でSuicaカード購入、Suicaへのチャージ（入金）がクレジットでできる。なお1か月の利用限度額が別途定められており、販売時に承認が必要となっている。
- ×Webサービス「VIEW's NET」でのカード利用明細照会、締日までの支払方法変更。
- ×「中央ライナー」・「青梅ライナー」のライナー券予約が携帯電話から可能。
  - 2019年3月15日をもって「中央ライナー」・「青梅ライナー」の運行が終了し、それぞれ特急「はちおうじ」・「おうめ」となったためこの扱いは終了した。
- JR東日本のモバイルSuicaにビューカードを登録した場合、サービス開始当初より年会費が無料となっていた。
  - ただし、2020年2月26日以降は登録するクレジットカードに関わらず年会費が無料となる[15]。

#### ビューカードとれTEL
かつてビューカード会員に提供されていた、JR全線の指定券の予約および購入を電話で行うことができるサービス。JR東日本以外のJR各線の列車の指定券も購入可能であり、えきねっとでは取り扱いされていない一部の臨時列車や寝台列車なども予約可能であった。ビューカードによる決済が必須（ただしビューTypeII提携カードは利用不可）。予約済の指定券・乗車券については、乗車当日までにJR東日本のみどりの窓口または指定席券売機にて引き取りを行うか、自宅への宅配を選択することができた。2010年6月30日をもってサービス終了。

### ビューType II提携カードでのVIEW機能
前項のうち、ビューTypeII提携カードでVIEWブランドとして利用可能なサービスは、以下に限られる。
- 同社窓口において乗車券類などを購入する場合、一回につき5万円までの取引はサインレス（分割払い等の支払方法の指定はできず、翌月一括払いのみ）。
- クレジット決済によるSuicaカードへのチャージが、VIEW ALTTE・カード券売機で可能。
- オートチャージサービスの利用が可能（Suicaを搭載するものに限る）。
- えきねっと（JR指定席予約サービス）・モバイルSuicaの利用には、VIEWカードとして会員登録する。
  - カード決済時のクレジットカードポイントは、VIEWカード以外の「一般カード」利用として積算される。

これ以外の機能（旅行保険付帯の有無やWebサービスなど）は、ビューTypeII提携カードを発行するクレジットカード会社のサービスに準拠し、定期券用特別限度額・「とれTEL」などの設定はない。
また、クレジットの利用代金支払や問合せ等も、ビューカードセンターではなく、ビューTypeII提携カードを発行するクレジットカード会社で行う。

### 国内・海外旅行傷害保険
ビューカードには、サービスの１つとして国内・海外旅行傷害保険が付帯される。条件は以下のとおり。
- 国内：ビューカードでの購入を条件に、「改札を入ってから出るまで」の部分にて損害を受けた場合のみ、補償される。
- 海外：自動的に海外旅行傷害保険が適用される。

保険適用条件などは公式サイト内のPDFファイルを参照。

### その他

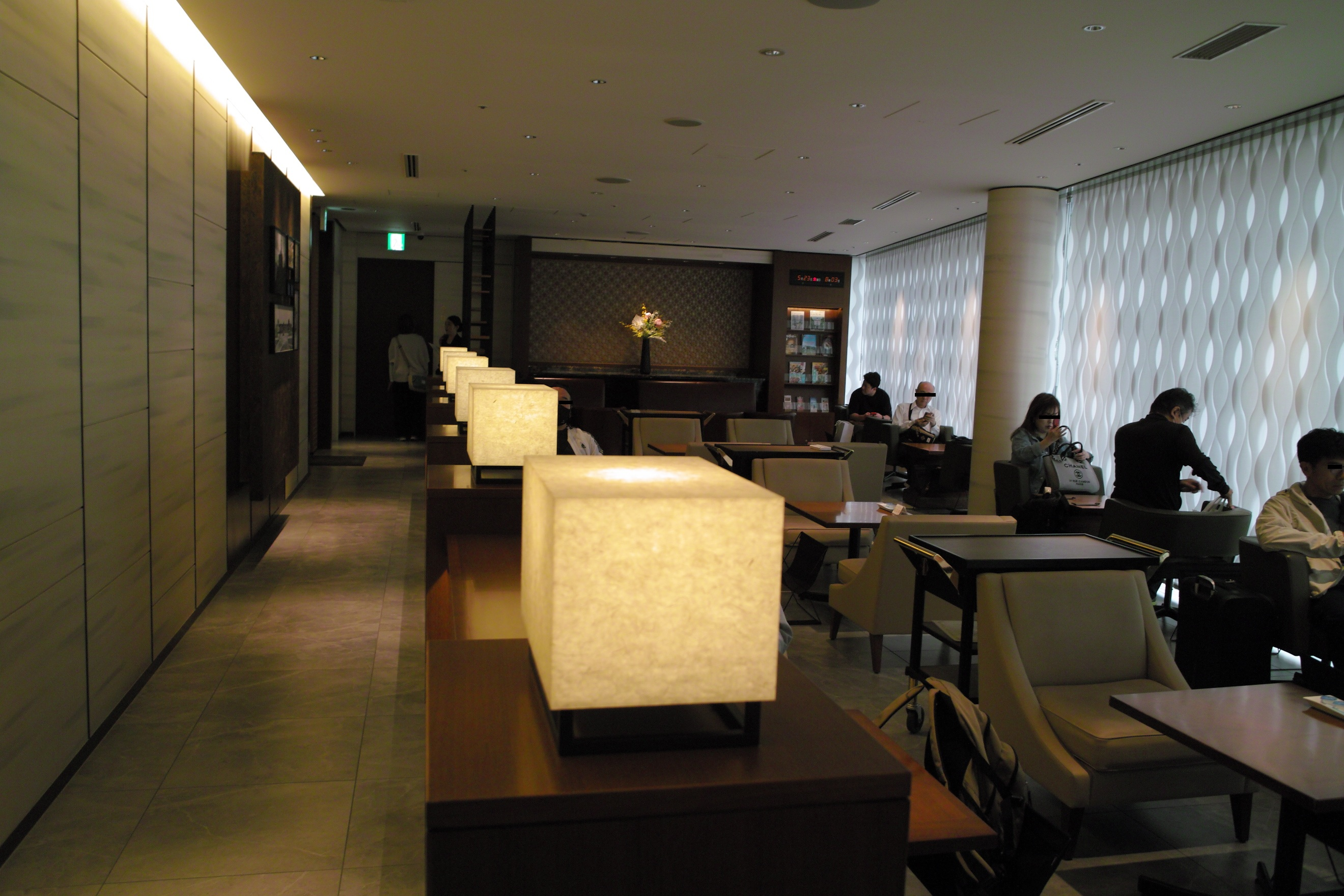
東京駅にあるビューゴールドカード会員用ラウンジ

ゴールドカード所有者が東京駅発の新幹線や特急を乗車する際（東海道新幹線除く）、当日有効の指定券あるいはペーパーレスのeチケット画面とカードを提示することで、八重洲口にあるビューゴールドラウンジを利用することができる。

## JRE POINTサイトでのポイント交換（旧VIEWサンクスプレゼント）
※ビューTypeII提携カードは、JRE POINTサイトにおいてビューカード会員限定の商品への交換はできないほか、VIEWプラスも適用されない。
1993年のカード発行当初から実施されており、通常1,000円のショッピング利用につき、JR東日本グループの共通ポイントプログラムであるJRE POINTが5ポイント（ビューサンクスポイント時代は1,000円につき2サンクスポイント（5円相当））加算される。
有効期限はJRE POINTの最終のポイント利用日（貯めるもしくは使うのいずれかを行った日）から2年後の月末まで有効である。当初はポイント獲得翌年度の1月末まで（サンクスチャージは3月末まで）だったが、2015年3月以降に付与されたポイントは獲得された月から24ヶ月後の月末まで有効であった。
ビューカードのVISA加盟店におけるポイント付与率は、1,000円につき5ポイントである。VIEWプラス制度が始まる前、定期券購入時については付与率を半分の1,000円につきビューサンクスポイント1ポイント（JRE POINTに換算すると2.5ポイント相当）にしていた制度の名残である（VIEWプラス制度開始により、定期券のポイント付与率は6倍に引き上げられた）。また、当初は、現金払いでもカードを提示すればポイントが付与される制度もあったが、のちに廃止されている。
獲得ポイントに応じて、食品やグリーン車利用券・商品券などの景品と引き換えることができる（ポイント引き換えによるSuicaへの入金についてはVIEW Suicaカードを参照）。
2012年10月より、ビューカードでの楽天Edyチャージ、nanacoチャージ、SMART ICOCAクイックチャージ、SAPICAオートチャージ利用分は、ポイント付与の対象外となる。
2018年6月28日よりビューサンクスポイントはJRE POINTに統合されたほか、一部のビューカードについては新規発行、カードの更新や再発行を行った際にJRE POINTカードとしての機能も追加される。

### VIEWプラス
えきねっとによる乗車券類購入（予約時決済のみ）、モバイルSuicaによるSuicaグリーン券・定期券の購入やオートチャージの利用で、1.5～8%（ゴールドカードの場合）または1.5～3%（ゴールドカード以外の場合）のJRE POINTが付与される。
2021年6月まではJR東日本の駅窓口と自動券売機によるJR全線の乗車券類購入、および自動券売機やVIEW ALTTEを用いたSuicaチャージに対しても、JRE POINTが対象外加盟店での利用時に比べ3倍（1,000円につき15ポイント。決済額の1.5%相当）に優遇されていた。これは、JR東日本が2001年10月から一般クレジットカード利用による乗車券類発売を開始するにあたり、自社カードをより有利なポイント付与で利用促進するため制定されたものであった。
そのため、JR東日本およびPASMO事業者の駅構内店舗（駅ナカ）やSuica・PASMO電子マネー加盟店舗等など、Suicaショッピングサービス（Suica電子マネー）が利用できる場所での支払いは、いったんビューカードでチャージしたSuicaで支払う方が（現金・ビューカードで支払うのに比べ）ポイント付与でより有利となるほか、ビックカメラや駅ビル内のテナントとして営業しているマツモトキヨシなどでは、それぞれのポイントカードで現金払いに準じたポイントが付与されて得であった。
また、事前に「Suicaポイントクラブ」に登録したVIEW SuicaカードとモバイルSuicaに限られるが、2007年6月からJR東日本リテールネット（旧東日本キヨスク）やジェイアール東日本フードビジネス（ジェフビー）などの「駅ナカ」の対象店舗や、市中の対象店舗で「Suicaポイント」が加算されるようになり、さらに有利になった。加えて2010年3月13日からは、Suica定期券やMy Suica（記名式）など、同サービスへの登録が可能なSuicaの種類が拡大された。現在はこれらのサービスはJRE POINTのサイトにSuicaとビューカードを登録することでJRE POINTとしてビューカード利用のポイントとSuica利用のポイントがまとめて加算される。

## キャッシングサービス
1993年のサービス開始当初からJR東日本(当時)自らが貸金業者として、ビューカードでのキャッシングサービスを行っている。
当初は、主要駅の構内にCD・ATM（ビュー・キャッシュイン（当時は現金自動貸付機の名称として使用）→ビューアルッテを設置し、始発から終電までキャッシングの利用が可能だった。その後1997年から、他金融機関との提携を開始。現在は、都市銀行全5行（みずほ・三菱UFJ・三井住友・りそな・埼玉りそな）・千葉銀行・千葉興業銀行・横浜銀行・常陽銀行・きらぼし銀行およびゆうちょ銀行（郵便局）のATMなどでも利用可能である。
ビューカードのサービスとして、時間外手数料は無料である。また逆に、ビューアルッテのATMで、全都市銀行と横浜・千葉・千葉興業・常陽・きらぼし・山梨中央（現在利用休止中）・武蔵野・京葉・東日本の各地方銀行、新銀行東京、信用金庫（現在、多摩・埼玉縣・朝日・水戸・青木・川崎・西武の7信金が対応。今後、提携信金拡大予定）、ゆうちょ銀行のキャッシュカードで預貯金の引出しが利用可能となった。引出し利用可能金額単位は千円単位となっているが、預金口座の残高がマイナス（定期預金担保等の借入残高など）になっている場合、一切引出できない。またビューアルッテではビューカードのキャッシングサービスの短期返済（元金と利息の全額入金）をはじめ、カードでショッピングした利用金額の支払（一部入金またはショッピング利用金額の全額、年会費の入金も）も受け付ける。以前は入金の際に一部のATMにおいて紙幣と硬貨の両方（または硬貨のみ）で入金も可能だったが、現在のATMでは紙幣のみの取扱となっている。
- 2004年に発行開始された「ビュー・スイカリボカード」を除き、全種類のビューカードのキャッシング金利は長らく28%台でいわゆるグレーゾーン金利上値であったが、2006年にかけて貸金業界敗訴が決定的となった情勢を踏まえ、2006年6月9日に同年7月1日からの新規キャッシング利用分から年18%（利息制限法の上限金利）に引き下げることを発表した。

2009年4月1日以降に新規の申込を行ったビューカードについては、キャッシングを利用する事はできない。但し、ビューTypeII提携カードは、発行するクレジットカード会社のキャッシング又はローンを利用する事ができる。ただし、トヨタファイナンスが同年5月以降に発行する「TOYOTA TS CUBIC VIEW CARD」は除く。

## 年会費
プロパーの「ビューカード」は、発行当初から「VIEW Suicaカード」となった現在まで、年会費は477円（消費税抜き）だが、リボルビング払い専用の「VIEW Suicaリボカード」および一部の提携VIEW Suicaカードでは、年会費が無料となっている。

## きっぷを購入する際の注意点
- JR東日本のみどりの窓口などでビューカードできっぷを購入した場合や、えきねっとで予約時決済した場合、きっぷの券面に「東C」と表示され、一般のクレジットカードで購入したきっぷ（きっぷの券面に「C制」と表示される）と区別される。
- JR東日本以外のJRの窓口やインターネット予約（えきねっとでの予約時決済時を除く）や旅行会社でビューカードできっぷを購入した場合、きっぷの券面に「C制」と表示され、一般のクレジットカードで購入したきっぷと同様に金額に関わらずサインが必要となる。
- ビューカードを決済カードとしてJR東海のエクスプレス予約を利用し、e特急券などのきっぷを購入した場合、券面には「海C」と表示され、発券後の払戻を行う際は原則としてエクスプレス予約の取扱窓口において手続を行う必要がある。

## 取扱金融機関
口座自動振替に利用することができる金融機関は、次の通りである（2023年1月現在）。但し一部インターネット支店での口座振替ができない金融機関がある。

### 銀行
（金融機関コード順）
- みずほ銀行
- 三菱UFJ銀行
- 三井住友銀行
- りそな銀行
- 埼玉りそな銀行
- 楽天銀行
- 住信SBIネット銀行
- 北海道銀行
- 青森銀行
- みちのく銀行
- 秋田銀行
- 北都銀行
- 荘内銀行
- 山形銀行
- 岩手銀行
- 東北銀行
- 七十七銀行
- 東邦銀行
- 群馬銀行
- 足利銀行
- 常陽銀行
- 筑波銀行
- 武蔵野銀行
- 千葉銀行
- 千葉興業銀行
- きらぼし銀行
- 横浜銀行
- 第四北越銀行
- 山梨中央銀行
- 八十二銀行
- 北陸銀行
- 静岡銀行
- スルガ銀行
- 清水銀行
- 滋賀銀行
- 京都銀行
- 関西みらい銀行
- 池田泉州銀行
- 南都銀行
- 阿波銀行
- 伊予銀行
- 福岡銀行
- 筑邦銀行
- 佐賀銀行
- 琉球銀行
- 沖縄銀行
- 西日本シティ銀行
- 三菱UFJ信託銀行
- みずほ信託銀行
- 三井住友信託銀行
- SBI新生銀行
- あおぞら銀行
- 北洋銀行
- きらやか銀行
- 北日本銀行
- 仙台銀行
- 福島銀行
- 大東銀行
- 東和銀行
- 栃木銀行
- 京葉銀行
- 東日本銀行
- 東京スター銀行
- 神奈川銀行
- 大光銀行
- 長野銀行
- 静岡中央銀行
- 愛知銀行
- 名古屋銀行
- 中京銀行
- みなと銀行
- 愛媛銀行
- 福岡中央銀行
- ゆうちょ銀行

### 協同組織金融機関
- 信用金庫（青森県、岩手県、宮城県、秋田県、山形県、福島県、茨城県、栃木県、群馬県、埼玉県、千葉県、東京都、神奈川県、新潟県、山梨県、長野県及び静岡県に限る）
- 信用協同組合（青森県、岩手県、宮城県、秋田県、山形県、福島県、茨城県、栃木県、群馬県、埼玉県、千葉県、東京都、神奈川県、新潟県、山梨県、長野県、静岡県及び兵庫県医療信用組合に限る）
- 農業協同組合（青森県、岩手県、宮城県、秋田県、山形県、福島県、茨城県、栃木県、群馬県、埼玉県、千葉県、東京都、神奈川県、新潟県、山梨県、長野県及び静岡県に限る）
- 労働金庫

## カードの沿革

### 発行開始
発行開始当初はハウスカードで、利用可能なのはJR東日本の乗車券類購入や関連する日本テレコム・東京デジタルホンの料金決済、一部の東急ホテルズ店舗に限られていた。また、募集対象も、JR東日本の営業地域内在住・在勤者に限定されていた。
この当時のインフラは丸井の赤いカード（現：エポスカード）の旧システムを買い上げて改修した物とされている。
一方、同社グループ企業との提携で「ルミネカード」をはじめとする駅ビルやホテル(ホテルメトロポリタン・ホテルメッツチェーン)との提携カードが発行され、多くの会員を獲得するなど、さらなる事業展開の基盤が築かれていた。次いで1998年からは、北海道旅客鉄道（JR北海道）の駅窓口・同社グループの駅ビルなどを「ビューカード加盟店」として利用可能とした。
2000年4月1日に、旧ユーシーカード株式会社（2006年にクレディセゾンが吸収合併）と提携し、同社の発行権を用いたVISAブランド（加盟店開放型）付帯のビューカードである「ビュー・VISAカード」の発行を開始し、ハウスカードのビューカード（プロパーカード）既存会員は、一斉に「ビュー・VISA」カードが送付され、切替となった。なお、旧ユーシーカードは2005年に事業分割が行われ、現在は旧社から分割設立されたユーシーカード（2代目）およびキュービタスのインフラで、ビューカード発行のVISA/MasterCardブランドの運営・与信がされている。
2000年後半には「えきねっと」（インターネットとれTEL）がサービス開始となり、2001年からはジェイアール東日本情報システムが構築する基幹システム「VENUS (View card Effective Network and Universal System) =ビーナス=」を稼動し、10月からは「VIEWプラス」制度を開始した。

### 「ビュー・スイカ」カードの発行
「ビュー・スイカ」カードの申込受付を2003年5月19日に開始し、同年7月1日から利用が開始された。当初は、JCBと提携したJCB又はユーシーカードと提携したVISAの各国際ブランドから選ぶ事が出来たが、ユーシーカードと提携したMasterCardブランドの申込受付を2004年2月16日に開始し、同年3月1日に発行を開始している。
同年には、リボルビング払い専用の「VIEW Suicaリボカード」を発行開始し、このカードに限りリボルビング払の取扱を開始（現在はこのカードでなくてもリボルビング払可能）。
また、JALやビックカメラなど他企業と提携したカードを発行している。2005年からプロパーカードが「定期券機能付きVIEW Suicaカード」となった。
2006年10月1日から、あらかじめ基準額と入金額を「ビューアルッテ」で登録の上、自動改札機（PASMO相互利用時も含む）への入場時にVIEW Suicaカードのストアードフェア残額が基準額を下回っているときに、その場で登録金額を自動決済してチャージするオートチャージも開始された。
現在は「Suica」サービスを軸に、多方面へ展開したクレジットカードとして進化している。

## CMキャラクター
発行当初から「VIEW Suicaカード」の登場まで、3～4月や10月前後を中心に、2年に1～2本のペースで実写のテレビCMおよび駅や雑誌での広告宣伝がなされており、サービス開始時は本木雅弘が、1993年にはピエール・リトバルスキー（JR東日本傘下のジェフユナイテッド市原に所属していた）、1994年～1995年は加藤紀子（挿入曲はSomething ELse）が、2000年～2001年は青山恭子、2013年には高梨臨が起用された。2015年からは植田まさしの漫画作品『かりあげクン』が、2018年からは鳥山明のテレビアニメ『Dr.スランプ アラレちゃん』がイメージキャラクターに起用された。2023年には、発行30周年の記念プロモーション「そこは、ビューカードでしょ。」シリーズを展開、眞島秀和と山田杏奈が起用された。
1995年の「とれTEL」サービスのCMは、ビューカードと絡めた作品だが、付随事業の「びゅう商品券」や関連事業の「Suica」・「えきねっと」（「とれTEL」が発展）のCMは出演者やストーリーがタイアップしない、まったくの別作品となった。ただ、1998年からの「ルミネカード」のCMには、ルミネカードのために創られたとされるオリジナルキャラクターの「ルミ姉」、2004年～2005年の「VIEW Suicaカード」絡みのテレビCMではSuicaのペンギンが、2005年からの「大人の休日倶楽部（ダブルフェイスカード）」の広告（テレビCMを含む）には、吉永小百合が出演したものが展開されている。

## JRE BANK
ここでは、楽天銀行を所属銀行とし、株式会社ビューカードが銀行代理業者として、2024年5月9日より展開している「JRE BANK」について説明する。

### 概要
鉄道事業を中核とするグループのBaaS展開としては2つ目の事例となるサービス。
JR東日本グループとのサービス連携、特にJRE POINT生活圏の拡充を主眼に置いており、口座番号とJRE POINTの会員番号を紐付けることで様々なサービスを得られるようになっている。なお支店名は「楽天銀行 JRE○○支店」となり、口座数の推移に合わせて新幹線の列車名を由来とした「JREはやぶさ支店」「JREとき支店」「JREこまち支店」が順に指定される。

### 主な特典・サービス
- 16歳以上に発行されるICキャッシュカードにデビット機能（カードブランドはJCB）を搭載、後述のJRE BANKプラスに登録することで、支払うごとにJRE POINTが付与（20歳以上は500円ごと、20歳未満は200円ごとに1ポイント）される。
- JRE BANKプラス：JRE POINTの会員番号を紐付けることで、口座の状況に応じてステージ判定を行い、取引状況に応じたポイントや特典が得られる。
  - ビューアルッテでの現金引き出しが無制限で手数料無料、提携ATMではステージに応じた回数分預入・引出手数料が無料。
  - 他行への振込手数料がステージに応じた回数分無料。
  - 口座残高・ビューカードの利用代金の引き落とし・給与等の受け取りの状況に応じて判定し、JR東日本の運賃が4割引になる優待割引券が年2回、「どこかにビューーン！」（ランダムで選ばれた駅にポイントで旅行できるサービス）の割引クーポンとモバイルSuica限定のSuicaグリーン券が年4回プレゼントされる。
- JR東日本グループの各種店舗等でJRE BANKデビットでの支払いや引き落としがJRE BANKになっているJRE CARD等での支払い、キャンペーン応募などによって優待サービスを提供。

### 注意点
楽天銀行の口座の所有者でも新規にJRE BANKの口座を開設することは可能。ただし、JRE BANKの口座では楽天ポイントや楽天銀行ハッピープログラムなど、楽天グループに関連するサービスを受けることはできない。
ビューアルッテ利用時は、逆向きにカードを挿入する必要がある（ビューアルッテがICキャッシュカード非対応のため）。

### トラブル
サービス開始日の5月9日より口座開設の申込が殺到し、開設手続きが行えず、申込者によっては受付メールの発送遅延が発生、初日から11日まで3日連続で申込受付を一時中断する状況となった。その後メール発送アドレスのドメインを増やすなどして対応、発送遅延は改善している。また、今後必要な対応策を講じていくとしている。

## 備考
- ビューカードのロゴ表記は「V∥eW」（"I"が2本線）である。「びゅうカード」の表記は誤りである。また、逆にJR東日本の発行する「びゅう商品券」は「VIEW 商品券」では誤りとなる。
- 過去に別々の事業だった名残りもあり、「びゅう商品券」と「ビューカード」は駅以外の「びゅう商品券加盟店」が「ビューカード加盟店」を兼ねるのは少数である（JCBギフトカードやUCギフトカード等はクレジットカード会社が付帯事業扱いで直接発行するため、こうした誤解が生じている様である）。
- 2007年2月から基幹システムを「VENUS2」にアップグレードし、法人カード以外のすべてのビューカードでリボルビング払いの取扱を開始したほか、「VIEW's NET」上でのカード利用明細の随時更新と支払回数変更サービスの開始と、Type IIカードの運用に対応した。

（この切替に伴い、2月1日前後の深夜・早朝に駅窓口やビューアルッテでの取り扱いなどが休止された。）
- 2016年4月4日より、3Dセキュアに対応した。VIEW's NETのサービスIDに紐付くパスワードを入力する（My JR-EASTのパスワードは使用不可）。

### 註釈
1. ↑  鉄道グループ初の事例は、京王電鉄グループの京王パスポートクラブによる京王NEOBANKで、所属銀行は住信SBIネット銀行である。